# Opération Cassandre
L'Opération Cassandre était une enquête de grande ampleur menée par la Drug Enforcement Administration (DEA), afin de mettre au jour et assécher les sources de financement du Hezbollah au moyen du trafic de drogue provenant d'Amérique du Sud. Lancée en 2008, l'enquête portait sur les sources de financement de l'organisation terroriste,. La DEA, Eurojust et Europol ont découvert que le Hezbollah était de plus en plus impliqué dans le trafic de drogue et le crime organisé, afin de financer ses activités,. L'enquête a mis au jour les réseaux ayant permis de blanchir des centaines de millions de dollars en Amérique du Nord, en passant par l'Europe et l'Afrique de l'Ouest jusqu'au Liban et aux caisses du Hezbollah.
« Les membres du Hezbollah ont établi des relations commerciales avec les cartels sud-américains chargés d'alimenter massivement en cocaïne les marchés américains et européens de la dogue. Un réseau complexe d'intermédiaires a collecté des millions d'euros de la drogue d'Europe vers le Moyen-Orient. Ces devises sont ensuite versées aux trafiquants en Colombie par le système d'Hawala. Une grande part du produit du trafic est blanchi au Liban (avec l'aide de la Lebanese Canadian Bank (en) faillie et d'autres ressortissants libanais), où il permet au Hezbollah de financer l'acquisition d'armes,. »
Le rapport d'enquête de Josh Meyer (en), publié par Politico en décembre 2017, décrit comment, sous l'administration Obama, les préoccupations concernant l'accord de Vienne sur le nucléaire iranien l'ont emporté sur l'opération de la DEA ,. Le gouvernement américain a mis fin à l'Opération Cassandre, qui s'approchait des hauts échelons du Hezbollah, afin d'aboutir à un accord sur le nucléaire avec l'Iran, quand bien même le Hezbollah continuait d'acheminer de la cocaïne aux États-Unis,. Une ancienne fonctionnaire du Trésor, sous l'administration Obama, l'a confirmé lors de son témoignage devant la Commission des affaires étrangères de la Chambre des représentants (en) en février 2017.

## Voir également

### Filmographie
- Cassandra's Prophecy, 2022
- Hezbollah, l'enquête interdite, 2023
- Drogue, armes, argent - Enquête sur le financement du terrorisme, 2022

## Sources
1. ↑  « Report: Obama's White House Went Easy on Hezbollah to Appease Iran », The Daily Beast, 18 décembre 2017
2. 1 2  Josh Meyer, « The secret backstory of how Obama let Hezbollah off the hook », politico.com
3. 1 2 3  (en) Ottolenghi, « The Laundromat: Hezbollah's Money-Laundering and Drug-Trafficking Networks in Latin America », JSTOR, Begin-Sadat Center for Strategic Studies, 1er juillet 2021 (consulté le 28 novembre 2022), p. 43–47
4. ↑  « DEA targets Hezbollah's cash flow link to cartels », cbsnews.com
5. 1 2  (en) « DEA And European Authorities Uncover Massive Hizballah Drug And Money Laundering Scheme », www.dea.gov, 1er février 2016 (consulté le 28 novembre 2022)
6. ↑  (en) « Treasury Identifies Lebanese Canadian Bank Sal as a "Primary Money Laundering Concern" », U.S. Department of the Treasury, 10 février 2011 (consulté le 28 novembre 2022)
7. ↑  « Hezbollah Smuggled Tons of Cocaine into the U.S. During Obama Administration, Report Reveals », newsweek.com
8. ↑  « Katherine Bauer Testimony to House Committee on Foreign Affairs: Iran on Notice », 16 février 2017 (consulté le 28 novembre 2022), p. 6